# Seznam monackých paní a kněžen
Tento článek uvádí seznam žen provdaných za suverénního monackého knížete za jeho vlády. Do roku 1612 tento titul držely manželky pánů z Monaka.
Od svatby s Albertem II. 1. července 2011 je monackou kněžnou manželkou Charlene.

## Paní z Monaka
| Portrét | Jméno                       | Otec                                                       | Narození  | Sňatek            | Stala se paní                          | Přestala být paní                        | Smrt                  | Manžel      |
| ------- | --------------------------- | ---------------------------------------------------------- | --------- | ----------------- | -------------------------------------- | ---------------------------------------- | --------------------- | ----------- |
|         | Aurélie del Carretto        | Jakub del Carretto, markrabě z Finále (Del Carretto)       | 1254      | 1295              | 8. ledna 1297 nástup manžela na trůn   | 10. dubna 1301 manželovo svržení z trůnu | 1307                  | František   |
|         | Salvatica del Carretto      | Jakub del Carretto, markrabě z Finále (Del Carretto)       | –         | –                 | –                                      | –                                        | –                     | Rainier I.  |
|         | Markéta Ruffová             | Jindřich Ruffo, pán ze Seminary (Ruffové)                  | –         | –                 | –                                      | –                                        | –                     | Rainier I.  |
|         | Andriola Grillová           | – (Grillové)                                               | –         | –                 | –                                      | –                                        | –                     | Rainier I.  |
|         | Lucchina Spinolová          | Girardo Spinola, pán z Dertonne (Spinolové)                | –         | –                 | 12. září 1331 nástup manžela na trůn   | 15. srpna 1357 manželova smrt            | –                     | Karel I.    |
|         | Marie del Carretto          | Jiří del Carretto, markrabě z Finále (Del Carretto)        | –         | –                 | 29. června 1352 nástup manžela na trůn | 15. srpna 1357 manželovo svržení z trůnu | 1368                  | Rainier II. |
|         | Isabella Asinariová v exilu | – (Asinariové)                                             | –         | po roce 1368      | po roce 1368                           | 1407 manželova smrt                      | 1417                  | Rainier II. |
|         | Dáma Orsiniová              | – (Orsiniové)                                              | –         | –                 | 29. června 1352 nástup manžela na trůn | 15. srpna 1357 manželovo svržení z trůnu | –                     | Gabriel     |
|         | Antonie Spinettiová         | – (Spinettiové)                                            | –         | –                 | 29. června 1352 nástup manžela na trůn | 15. srpna 1357 manželovo svržení z trůnu | –                     | Antonín     |
|         |                             |                                                            |           |                   |                                        |                                          |                       | Ludvík      |
|         | Baptistina                  | –                                                          | –         | –                 | 5. června 1419 nástup manžela na trůn  | 1427 manželova abdikace                  | –                     | Antoine     |
|         | Pomellina Fregosová         | Petr Fregoso, dóže janovský (Fregosové)                    | 1387/1388 | 1427              | 1427                                   | 8. května 1454 manželova smrt            | 1462                  | Jan I.      |
|         | Blanka del Carretto         | Galeotto I. del Carretto, markrabě z Finále (Del Carretto) | 1432      | –                 | 8. května 1454 nástup manžela na trůn  | červenec 1457 manželova smrt             | 1458                  | Catalan     |
|         | Claudine Grimaldiová        | Catalan, pán z Monaka (Grimaldiové)                        | 1451      | 1465              | 1465                                   | březen 1494 manželova smrt               | po 19. listopadu 1515 | Lambert     |
|         | Antonie Savojská            | Filip II., vévoda savojský (Savojští)                      | –         | 1486              | březen 1494 nástup manžela na trůn     | 1500                                     | 1500                  | Jan II.     |
|         | Jana de Pontevès-Cabanes    | Tanneguy de Pontèves, pán z Cabanes (Pontèvesové)          | –         | 25. září 1514     | 25. září 1514                          | 22. srpna 1523 manželova smrt            | po 25. květnu 1555    | Lucien      |
|         | Isabella Grimaldiová        | Giovanni Battista Grimaldi, pán z Montaudion (Grimaldiové) | –         | 8. června 1545    | 8. června 1545                         | 7. října 1581 manželova smrt             | 27. února 1583        | Honoré I.   |
|         | Marie Landiová              | Claudio Landi, 3. kníže z Val di Taro (Landiové)           | –         | 15. prosince 1595 | 15. prosince 1595                      | 29. listopadu 1604 manželova smrt        | 19. ledna 1599        | Herkules    |

## Monacké knížecí choti
| Portrét | Jméno                                  | Erb | Otec                                                         | Narození           | Sňatek             | Stal(a) se chotí                       | Přestal(a) být chotí               | Smrt               | Choť            |
| ------- | -------------------------------------- | --- | ------------------------------------------------------------ | ------------------ | ------------------ | -------------------------------------- | ---------------------------------- | ------------------ | --------------- |
|         | Ippolita Trivulzio                     |     | Karel Emanuel Teodor Trivulzio, hrabě z Melza (Trivulziové)  | 1600               | 13. února 1616     | 13. února 1616                         | 1638                               | 1638               | Honoré II.      |
|         | Kateřina Šarlota de Gramont            |     | Antonín III. de Gramont, vévoda z Gramontu (Gramontové)      | 1639               | 30. března 1660    | 10. ledna 1662 nástup manžela na trůn  | 4. června 1678                     | 4. června 1678     | Ludvík I.       |
|         | Marie Lotrinská                        |     | Ludvík Lotrinský, hrabě z Armagnac (Lotrinští)               | 12. srpna 1674     | 13. června 1688    | 2. ledna 1701 nástup manžela na trůn   | 30. října 1724                     | 30. října 1724     | Antonín I.      |
|         | Jakub František Goyon de Matignon      |     | Jakub III. Goyon de Matignon (Goyon de Matignon)             | 21. listopadu 1689 | 20. října 1715     | 26. února 1731 nástup manželky na trůn | 29. prosince 1731 smrt manželky    | 23. dubna 1751     | Luisa-Hippolyta |
|         | Marie Kateřina Brignolová              |     | Josef Maria Brignole Sale, 7. markýz z Groppoli (Brignolové) | 7. října 1737      | 5. června 1757     | 5. června 1757                         | 1770 rozvod                        | 18. března 1813    | Honoré III.     |
|         | Marie Karolína Gibertová de Lametz     |     | Karel-Tomáš Gibert de Lametz (Gibertovi de Lametz)           | 18. července 1793  | 27. listopadu 1816 | 2. října 1841 nástup manžela na trůn   | 20. června 1856 manželova smrt     | 25. listopadu 1879 | Florestan I.    |
|         | Antoinetta de Mérode                   |     | hrabě Werner de Mérode (Merodeové)                           | 28. září 1828      | 28. září 1846      | 20. června 1856 nástup manžela na trůn | 10. února 1864                     | 10. února 1864     | Karel III.      |
|         | Lady Mary Victoria Douglas-Hamiltonová |     | William Hamilton, 11. vévoda z Hamiltonu (Hamiltonové)       | 11. prosince 1850  | 21. září 1869      | 21. září 1869                          | 3. ledna 1880 manželství anulováno | 14. května 1922    | Albert I.       |
|         | Alice Heinová                          |     | Michel Heine (Heineové)                                      | 10. února 1858     | 30. října 1889     | 30. října 1889                         | 26. června 1922 manželova smrt     | 22. prosince 1925  | Albert I.       |
|         | Ghislaine Marie Françoise Dommangetová |     | Plukovník Robert Joseph Dommanget (Dommangetové)             | 13. října 1900     | 24. července 1946  | 24. července 1946                      | 9. května 1949 manželova smrt      | 30. dubna 1991     | Ludvík II.      |
|         | Grace Kellyová                         |     | John B. Kelly starší (Kellyové)                              | 12. listopadu 1929 | 18. dubna 1956     | 18. dubna 1956                         | 14. září 1982                      | 14. září 1982      | Rainier III.    |
|         | Charlene Wittstocková                  |     | Michael Kenneth Wittstock (Wittstockové)                     | 25. ledna 1978     | 1. července 2011   | 1. července 2011                       | Současná držitelka titulu          | —                  | Albert II.      |

### Dědičné kněžny
Manželky monackých dědičných knížat, které se nikdy nestaly monackými kněžnami.
- Lady Marie Viktorie Douglasová-Hamiltonová; první manželka Alberta I., rozvedli se v roce 1880
- Louise d'Aumont; manželka Honora IV. rozvedli se v roce 1798
- Marie Aurelia Spinolaová; manželka Ercola, markýze z Baux